# François Victor Dupuy de Saint-Florent
Pour les articles homonymes, voir Dupuy.
François Victor Dupuy de Saint Florent, né le 1er février 1773 à Limoges (Haute-Vienne), mort le 7 septembre 1838 à Limoges (Haute-Vienne), est un général français de la révolution et de l’Empire.

## États de service
Il entre en service en 1793 comme volontaire. Le 4 avril 1794, il est lieutenant à la 132e demi-brigade d'infanterie de ligne, et le 3 juillet 1794, il devient aide de camp du général Jourdan à l'Armée de Sambre-et-Meuse. 
En 1796, il est nommé capitaine à la 108e demi-brigade d’infanterie, et le 16 novembre 1800, il passe à la 50e demi-brigade d’infanterie de ligne. Il est fait chevalier de la Légion d’honneur le 14 brumaire an XIII (5 novembre 1804).
Le 2 décembre 1805, il est attaché à l'état-major de la 2e division d’infanterie du IIe corps d’armée. Le 15 mai 1806, il est nommé chef de bataillon au 14e régiment d’infanterie de ligne, il est blessé à la bataille d'Iéna le 14 octobre 1806, ainsi qu'à la bataille d'Eylau le 8 février 1807.
Il est nommé colonel le 20 février 1807, attaché à la Grande Armée, et le 10 octobre 1808, il rejoint l’armée d’Espagne. Il est fait chevalier de l'Empire par lettres patentes du 29 septembre 1809 et, le 20 août 1810, il prend le commandement du 1er régiment de la Méditerranée.
Le 9 avril 1812, il rejoint la Grande Armée, et le 5 juin 1812, il est nommé adjudant-commandant. Le 18 avril 1813, il est affecté au IIIe corps d’armée, et il est promu officier de la Légion d'honneur le 14 juillet 1813.
Il est promu général de brigade le 21 janvier 1814, à l'armée de Lyon, et le 28 mars 1814, il commande une brigade d'infanterie de la division du général Bardet. 
Lors de la première restauration, le roi Louis XVIII le fait chevalier de Saint-Louis, et il est mis en disponibilité le 1er septembre 1814.
Le 6 avril 1815, il est affecté au IIIe corps de l'armée du nord et, le 3 mai 1815, il commande Philippeville.
Il est admis à la retraite en 1825.

## Sources
- Nicolas Jules Henri Gourdon de Genouillac, Dictionnaire des anoblissements : 1270-1790], Librairie Bachelin-Deflorenne, 1869 (lire en ligne)
- (en) « Generals Who Served in the French Army during the Period 1789 - 1814: Eberle to Exelmans »
- Thierry Pouliquen, « Les généraux français et étrangers ayant servis [sic] dans la Grande Armée » (consulté le 2 octobre 2013)
- (pl) « Napoléon.org.pl »
- Albert Révérend, Armorial du premier empire: titres, majorats et armoiries concédés par Napoléon Ier, Volume 2, Annuaire de la noblesse, 1895